# سترليتاماك
سترليتاماك (بالروسية: Стерлитамак) هي إحدى مدن روسيا في الكيان الفدرالي الروسي باشكورتوستان.

## توأمة
لسترليتاماك اتفاقيات توأمة مع:
- نوفوتشبوكسارسك

## أعلام
- زكي وليدي طوقان
- يوري موروزوف